# Nationaal Park Naratsjanski
Nationaal park Naratsjanski (Wit-Russisch: Нацыянальны парк Нарачанскі/ Russisch: Национальный парк Нарочанский) is een nationaal park in Wit-Rusland. Het park werd opgericht in 1999 en is 1178 vierkante kilometer groot. Het landschap bestaat uit 43 meren (het grootste is het Naratsj- of Naroch-meer). Er komen 1400 plantensoorten voor (waaronder Cypripedioideae). In het park leven 314 gewervelde diersoorten, waaronder bruine beer, otter, ree, das, eland, everzwijn en marter. 218 vogelsoorten vliegen in het park (waaronder visarend) en 35 vissoorten leven in de meren.
Belavezjskaja Poesjtsja · 
Braslawskia Azjory · 
Naratsjanski · 
Pripjat